# (5938) Keller
(5938) Keller (1980 FH2) – planetoida z pasa głównego asteroid okrążająca Słońce w ciągu 3,58 lat w średniej odległości 2,34 j.a. Odkryta 16 marca 1980 roku.